# Hronec
Hronec é um município da Eslováquia, situado no distrito de Brezno, na região de Banská Bystrica. Tem 35,15 km² de área e sua população em 2018 foi estimada em 1.212 habitantes.

## Demografia
| Ano:        | 1994 | 2004   | 2014   | 2024   |
| ----------- | ---- | ------ | ------ | ------ |
| Broj ljudi: | 1159 | 1162   | 1220   | 1121   |
| Razlika:    |      | +0,25% | +4,99% | -8,11% |

| Ano:               | 2023 | 2024   |
| ------------------ | ---- | ------ |
| Número de pessoas: | 1137 | 1121   |
| Diferença:         |      | -1,40% |